# Ricardo Horneffer
Ricardo Horneffer Mengdehl (11 de agosto de 1957) es un filósofo mexicano, docente de tiempo completo en la Licenciatura y Posgrado de la Facultad de Filosofía y Letras de la UNAM y es miembro de la Asociación Filosófica de México. Obtuvo el grado de licenciado con la tesis: "La expresión, fundamento ontológico de la Dialéctica del hombre en la obra de Eduardo Nicol". Y para el grado de doctor en filosofía presentó la tesis titulada: "El problema del ser: sus aporías en la obra de Eduardo Nicol". Es especialista en Metafísica y Fenomenología.

## Pensamiento
Su pensamiento está muy influenciado por Eduardo Nicol y es un factor determinante que ha marcado su forma de entender varios aspectos fenomenológico-ontológicos. Tiene varias aportaciones importantes en la interpretación de los fragmentos de Heráclito[¿cuál?] y también se le puede considerar un especialista en Aristóteles y Heidegger.

## Obras
- Horneffer, Ricardo, El problema del ser: sus aporías en la obra de Eduardo Nicol, Ed. Facultad de Filosofía y Letras, UNAM, México, 2013.
- “Metafísica y expresión” en El ser y la expresión homenaje a Eduardo Nicol (1990) ISBN 968-36-1363-2
- “De la fragilidad del ser” en El futuro de la filosofía (2004) ISBN 968-859-551-9
- “¿Habitar sin Ethos? En Heidegger y la pregunta por la ética (2001) ISBN 968-36-9559-0

## Artículos de revistas
- En torno a la fenomenología de Heidegger Revista de filosofía, ISSN 0185-3481, Vol. 41, N.º 124-125, 2009, págs. 117-128
- Aristóteles. La metafísica como la ciencia de los hombres libres
- En-claves del pensamiento, ISSN 1870-879X, N.º 4, 2008, págs. 91-100

## Obras como coordinador
- Eduardo Nicol (1907-2007) Homenaje (2009) ISBN 978-607-02-0785-3